# Frankenstein Drag Queens From Planet 13
Frankenstein Drag Queens From Planet 13 – zespół punkrockowy, powstały w 1996 w Karolinie Północnej.
Zespół tworzy wesołe utwory rockowe o horrorach i morderstwach (horror punk). Na scenie występuje w sukienkach i makijażu.
Frankenstein Drag Queens From Planet 13 to amerykański zespół z Północnej Karoliny. Muzyka zespołu to styl głównie punk-rock. Teksty piosenek były inspirowane przez tanie, stare horrory. Drag Queens występowali na scenie w makijażu, perukach i sukienkach, mocno „upaprani” krwią i stylizowani, żeby wyglądać jak zwłoki.
Zespół w 1996 roku utworzyli: Wednesday 13, Seaweed i Sicko Zero. Pierwszy album zespołu „The Late Late Late Show” został napisany podczas pierwszych dwóch tygodni istnienia Drag Queens. Płyta została nagrana w dwa dni, pierwszego dnia nagrano instrumenty, następnego dnia część wokalną. Skład zespołu był wielokrotnie zmieniany. Niedługo po odejściu Sicko Zero zespół rozpadł się.

## Night of the Living Drag Queens
Następnego roku, 1997, nastąpiła reaktywacja zespołu. Seaweed powrócił, a z nim nowy gitarzysta - Creepy i perkusista Scabs. Niestety ci dwaj pozostali w zespole tylko przez dwa tygodnie. Abby Normal (poprzednio grający w Maniac Spider Trash) i perkusista R. S. Saidso dołączyli do zespołu. Początkowy perkusista Sicko Zero powrócił i zajął miejsce Saidso, wtedy zespół zaczął nagrywać swój drugi album „Night of the Living Drag Queens”. Album był dostępny w sprzedaży wysyłkowej oraz podczas koncertów. Po trasie koncertowej gitarzysta Syd odszedł, i zespół pozostał trzyosobowy: Wednesday 13 - gitara i wokal, Sicko Zero - perkusja, Seaweed - gitara basowa.

## Songs From the Recently Deceased
Trójka nagrała kolejny album: „Songs From the Recently Deceased”. Podczas trasy koncertowej promującej ten album, zespół dogadał się z europejską wytwórnią People Like You Records, która ponownie wydała „Night of the Living Drag Queens” i „Songs From the Recently Deceased”. W tym czasie Ikky, grający na keyboardzie, wstąpił do zespołu, ale nie dogadał się z Sicko Zero i ten po pewnym czasie odszedł po raz drugi.

## Viva Las Violence
Zero został zastąpiony przez Scabs'a w 2001. W tym czasie zespół nadal używał makijażu, ale przestali nosić peruki i zmienili trochę image na ten widziany później w Murderdolls. Kolejny album został nagrany: „Viva Las Violence”. Ten album był najbardziej w stylu hard-rocka, ale z pewnymi naleciałościami z „Night of the Living Drag Queens”. Seaweed nagrywał album ale zanim został on wydany odszedł, został zastąpiony przez besistę imieniem It. Zespół zagrał wiele koncertów i nagrał kilka nowych piosenek, które później ukazały się na płycie „Six Feet, Six Years Under the Influance” Ostatni koncert zespół zagrał w Atlancie w stanie Georgia pod koniec 2002 roku i został rozwiązany przez lidera Wednesdaya 13.

## Murderdolls
Wednesday 13 dostał propozycję aby dołączyć do zespołu The Rejects od dwóch muzyków z Des Moins w stanie Iowa: Dizzy Draztik i Joey Jordison (grał on w popularnym zespole Slipknot).
W październiku 2001 Wednesday dołączył do The Rejects jako basista. w 2002 Dizzy Draztik opuścił zespół i Wednesday 13 został frontmanem i zespół zyskał nową nazwę: Murderdolls. Wiele piosenek poprzednio należących do Frankenstein Drag Queens From Planet 13 było użytych do albumu Murderdolls: „BeYond the Valley of the Murderdolls”. To spowodowało rozłam pomiędzy 13 a poprzednimi członkami Drag Queens, utworzyli oni nowy zespół: The Graveyard Boulevard. Murderdolls grali na całym świecie, stali się dosyć popularni. Po rozłamie Murderdolls Wednesday nagrał kilka nowych piosenek i wydał je jako „Wednesday 13's Frankenstein Grad Queens”.

## Reaktywacja
Krótko po tym część członków Drag Queens z powrotem zebrała się i odtworzyli oni zespół. Pierwszy koncert zagrali w Greensboro w Północnej Karolinie w sierpniu 2005. Skład wyglądał wtedy tak: Wednesday 13, Abby Normal i Sicko Zero, ale oni później znowu odeszli.
W 2006 roku został wydany komplet płyt „Little Box of Horrors” na dziesiątą rocznice założenia zespołu. Zestaw zawierał wszystkie płyty które zespół nagrał i nie tylko.
Odtąd Wednesday 13 kontynuował karierę solową. W zespole Wednesday 13 nagrał dwie płyty „Transylvania 90201” i „Fang Bang”. W marcu 2008 ma ukazać się płyta „Skeletons” oraz EP „Bloodwork”.
W 2006 Wednesday 13 utworzył również projekt Bourbon Crow i wydał płytę „Highway to Hangovers”. Muzyka Bourbon Crow to muzyka country, czyli odbiegająca od dotychczasowego stylu. W lutym 2008 również wydane zostanie „Weirdo-a-go-go”. Będzie to krótkometrażowe komediowe wideo, pierwszy projekt tego typu w karierze Wednesdaya

### Skład
- Joseph Poole (Wednesday 13) - śpiew, gitara, znany również z zespołów Murderdolls, Wednesday 13, Maniac Spider Trash,
- Seaweed - basista (w zespole do 2001),
- Sicko Zero - perkusista (w zespole do 2001)
- Ikky - gitarzysta (w zespole od 2001),
- It - basista (w zespole od 2001),
- Scabs - perkusista (w zespole od 2001).

### Skład od 2005
- Joseph Poole (Wednesday 13) - śpiew, gitara
- Sicko Zero - perkusista,
- Abby Normal - basista.

### Dyskografia
- The Late, Late, Late Show, 1996;
- Night of the Living Drag Queens, 1998;
- Songs From the Recently Deceased, 2000;
- Viva Las Violence, 2001;
- 6 Years, 6 Feet Under the Influence, 2004.